# كريستوف سوتر
كريستوف سوتر (بالإنجليزية: Christoph Sutter)‏ هو رائد أعمال سويسري، ولد في 20 مارس 1973 في بازل في سويسرا.